# グローバルサウス

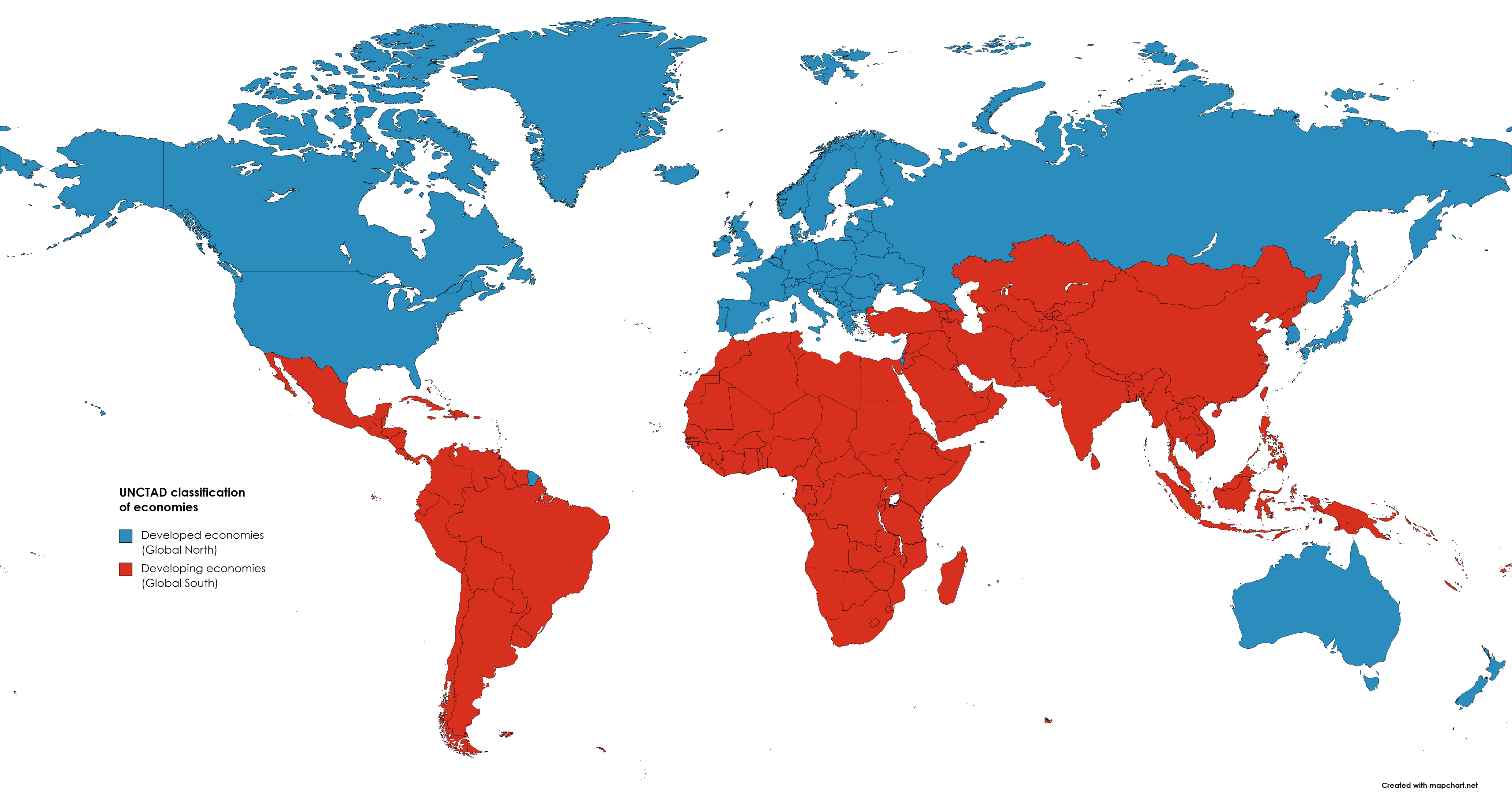
国際連合貿易開発会議による分類
青色はグローバルノース
赤色はグローバルサウス

グローバルサウス（英語: Global South）は、南半球に多い新興国・途上国を指す用語で、主に北半球に多い先進国との対比で用いられる。対義語はグローバルノース（英語: Global North）。

## 概要
グローバルサウスの範囲や定義は論者によって様々であり、明確に定義された言葉ではなく、用語が広まった1950年代には開発途上国や「支援されるべき対象」という意味合いが強い用語であった。例えばバージニア大学のアン・コカス教授は、「冷戦後の第三世界に代わる呼称」「南半球に存在するかどうかに関わらず相対的に貧しい国々を指す呼称」「立場の弱い南の国々の政治的連帯を指す呼称」の3つの側面があるとしている。冷戦後のグローバル資本主義の段階を含意していると捉えることもできる。
共通して北アメリカ・ヨーロッパ諸国とイスラエル・日本・韓国・オーストラリア・ニュージーランドはグローバルノースと位置付けられており、これらの国々への対義語としての文脈で用いられる。
2022年のロシアのウクライナ侵攻で、対露制裁に同調しなかった国が多かったことから注目された。一方、当時のアメリカ合衆国大統領ジョー・バイデンは、先進国を中心とする民主主義陣営にも中国やロシアなどの権威主義陣営にも属さない非同盟・中立の立場を取る途上国と位置付けている。中華人民共和国はG77プラス中国の枠組みに象徴されるように、自らをグローバルサウスを支える側と位置付けている。
経済のグローバル化の進行により、多国籍企業の台頭や移民・難民や食糧危機、環境問題、暴力、感染症など、越境型の問題が増えるなど、従来の新興国・途上国といった枠組みで捉えられない事象が生まれる中で、使われる場面が増えてきているが、新興国・途上国の定義と重なる場面も見られる。
グローバルサウス諸国は先進国や国際機関への意見を発信し、自分たちの利益を追求するという目的を持った諸国と定義することは可能であるが、その意味合いは政治的かつ可変的であり、特定のメンバーを固定することは困難である。多極化した現代の国際社会において盟主国候補が多数ある一方、グローバルサウスの盟主を名乗り出る国も多数存在するが、グローバルサウス諸国は特定の陣営に属さず、その都度自国を優先して立場を変えることから特定の国を盟主と位置付けることにもまた困難を伴う。

## 将来
インドやインドネシアを始め、人口増加や経済発展が著しい国も多く、BRICSやG20などの国際舞台においても影響力を高めている。
インドの首相ナレンドラ・モディは、2025年7月の第17回BRICS首脳会議で演説し、南半球に住む人類の3分の2が20世紀のグローバル機関で過小評価されていることを強調し、国連安全保障理事会、世界貿易機関、国際開発金融機関などの機関に対して改革を求めた。また、インドの2026年のBRICS議長国の下で「グローバルサウスの懸念」が中心的な優先事項となり、グローバル・ガバナンスに対する人を中心とした包括的なビジョンを反映することを確認した。